# Isodendrion
Isodendron é um género botânico pertencente à família Violaceae.
1. ↑  «Isodendrion». www.worldfloraonline.org. Consultado em 4 de julho de 2022